# Karambolage (Spiel)
Karambolage ist ein Geschicklichkeitsspiel für Kinder von Heinz Meister aus dem Jahr 1995. Das Spielprinzip erinnert an die Billard-Variante Karambolage und das Brettspiel Carrom. Die Spielanleitung gibt neben dem Grundspiel zwei Varianten an.

## Material
- 1 Abgrenzung (bestehend aus vier runden Holzklötzen, die beweglich mit einer Schnur verbunden sind)
- 1 Schussschnur
- 1 Bandenstein (Holz, Quader)
- 6 Schusssteine (Holz, rund) in den sechs Farben Rot, Gelb, Grün, Blau, Orange und Lila
- 2 Farbwürfel (Holz) mit den Farben der Schusssteine

## Ablauf

### Grundspiel
Die Aufgabe bei Karambolage ist es, mithilfe der Schussschnur die hier der Queue ist, zwei Schusssteine gegenseitig zu treffen, deren Farben gewürfelt wurden. Als Spielfeld kann jede ebene Fläche benutzt werden. Die Form des Spielfelds wird mit der anpassbaren Abgrenzung festgelegt. Die Schusssteine werden mit einem Abstand von ca. 15 cm auf das Spielfeld gelegt.
Der Spieler, der an der Reihe ist, wirft beide Farbwürfel. Zeigen beide Würfel die gleiche Farbe, bekommt der Spieler einen Punkt und würfelt nochmal. Zeigen die Würfel unterschiedliche Farben, muss der Spieler mit der Schnur einen der Steine, dessen Farben die Würfel zeigen, mit der Schnur gegen den anderen Stein schießen.
Dabei legt er die Schnur locker um den Stein und spannt die Schnur dann schnell an, indem er an den Enden zieht.
Beim Schuss kann der Bandenstein, der wie eine flexible Billardbande genutzt werden kann, zu Hilfe genommen werden, die Abgrenzung selbst darf aber nicht überschritten werden.
War der Schuss gemäß den Regeln gültig, bekommt der Spieler einen Punkt.
Der Spieler kann beliebig oft erneut würfeln und schießen, die Punkte werden dann addiert. Hört der Spieler nicht auf, bevor ein Schuss ungültig ist, verfallen alle Punkte. Anschließend ist der nächste Spieler an der Reihe. Ein Spieler gewinnt, sobald er so eine bestimmte Punktzahl als Erster erreicht.

### Variante Karamba
Die Aufgabe bei Karamba ist es, mithilfe der Schnur einen Schussstein zwischen zwei anderen hindurch zu schießen, deren Farben gewürfelt wurden. Die Vorbereitung entspricht der des Grundspiels, die Spielsteine werden aber nicht auf das Feld gelegt.
Jeder Spieler verteilt, bevor er das erste Mal würfelt, die Steine beliebig auf dem Feld. Danach würfelt er solange, bis die Würfel zwei verschiedene Farben anzeigen. Der Spieler muss nun einen beliebigen dritten Stein zwischen den erwürfelten Steinen hindurchschießen. Geschossen wird wie beim Grundspiel. Nach einem gültigen Schuss kann wie beim Grundspiel der Zug fortgesetzt oder beendet werden. Wie beim Grundspiel gewinnt ein Spieler, sobald er so eine bestimmte Punktzahl als Erster erreicht.

### Variante Karamboli
Die Aufgabe bei Karamboli ist es, mithilfe der Schnur möglichst viele der Schusssteine nacheinander zu treffen. Die Abgrenzung wird als Rechteck aufgespannt. Die Schusssteine werden in einer Linie parallel zu einer langen Seite des Rechtecks mit einem Abstand von ca. 5 cm zueinander auf das Feld gelegt.
Der Spieler schießt die Schusssteine nacheinander. Ab dem zweiten Stein versucht er, möglichst viele der bereits abgeschossenen Steine mit dem aktuellen Schussstein zu treffen. Für jede Berührung bekommt der Spieler einen Punkt. Für jeden Stein, der über die Abgrenzung geschossen wird, werden dem Spieler zwei Punkte abgezogen. Der Zug endet, wenn alle sechs Steine einmal geschossen wurden, die Punkte werden addiert. Nach jedem Zug werden die Steine wieder in die oben beschriebene Position gebracht. Geschossen wird wie beim Grundspiel. Der Spieler, der nach einer vereinbarten Anzahl Runden die meisten Punkte hat, gewinnt.